# Myriophyllum siamense
Myriophyllum siamense är en slingeväxtart som först beskrevs av William Grant Craib, och fick sitt nu gällande namn av Tardieu. Myriophyllum siamense ingår i släktet slingor, och familjen slingeväxter. Inga underarter finns listade i Catalogue of Life.